# Vlastimil Hort

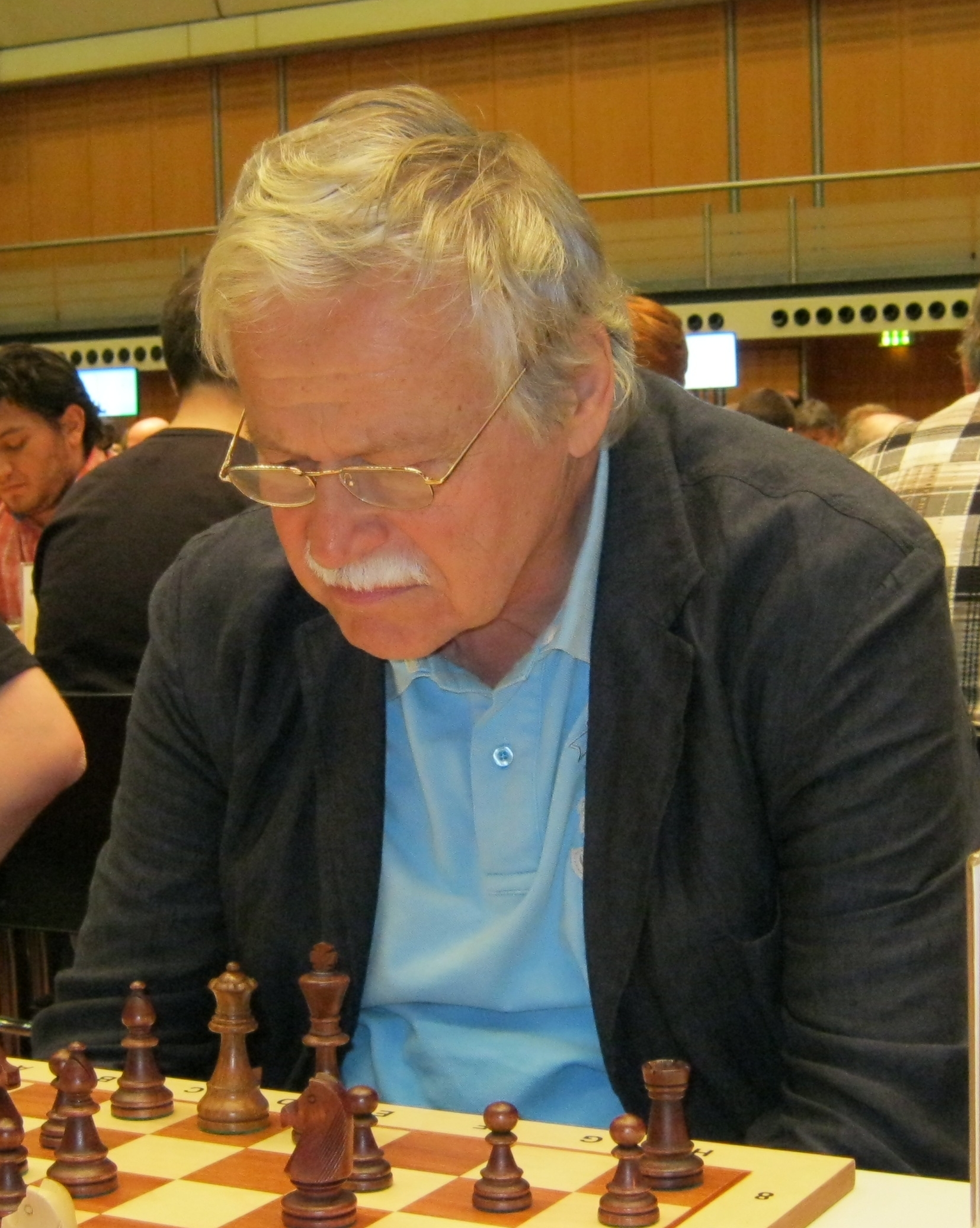
Vlastimil Hort (2010)

Vlastimil Hort (Kladno, 12 januari 1944 – Eitorf, 12 mei 2025) was een Tsjechisch-Duitse schaker.

## Biografie
In 1965 werd hij grootmeester. Hij was vijfmaal kampioen van Tsjechoslowakije en in Reggio Emilia eindigde hij voor Boris Spasski en Vasili Smyslov. 
Vlastimil Hort woonde sinds 1979 in Duitsland en verkreeg in 1986 het Duitse staatsburgerschap. Sindsdien kwam hij voor dat land uit.
In 1982 en 1987 won hij de hoofdgroep van het OHRA-schaaktoernooi in Amsterdam. 
Hort overleed op 12 mei 2025 op 81-jarige leeftijd.

## Hortvariant
| 8 | rd                                |    |    | qd | kd |    | nd | rd |
| 7 | pd                                | pd | pd |    |    | pd | bd | pd |
| 6 |                                   |    | nd | pd | bd |    | pd |    |
| 5 |                                   |    |    |    | pd |    |    |    |
| 4 |                                   |    | pl |    |    |    |    |    |
| 3 |                                   |    | nl |    | pl |    | pl |    |
| 2 | pl                                | pl |    | pl | nl | pl | bl | pl |
| 1 | rl                                |    | bl | ql | kl |    |    | rl |
|   | a                                 | b  | c  | d  | e  | f  | g  | h  |
|   | Hortvariant in de Engelse opening |    |    |    |    |    |    |    |

De Hortvariant in de schaakopening Engels is door hem geanalyseerd, de zetten zijn: 1.c4 e5 2.Pc3 Pc6 3.g3 g6 4.Lg2 Lg7 5.e3 d6 6.Pge2 Le6.
Hierin zijn wereldwijd 453 partijen gespeeld. (wit wint 180 - zwart wint 160 - remise 113)

## Partij
De partij Hort - Alburt gespeeld in 1977, schaakopening Ben-Oni het Wolgagambiet Eco-code A 58
werd door Lex Jongsma gekscherend het "Wolgalied van Hort" genoemd.